# George Blagden
George Paul Blagden (ur. 28 grudnia 1989 w Londynie) – brytyjski aktor filmowy, telewizyjny i teatralny.

## Życiorys
Uczył się aktorstwa w Oundle School, zdobył stypendium i brał udział w programie londyńskiej Guildhall School of Music and Drama, gdzie miał okazję spotkać się z Ianem McKellenem podczas realizacji sonetów Williama Szekspira. W czasie studiów grał też tytułową rolę w Ryszardzie III. Występował w lokalnym Stahl Theatre w Oundle, został również członkiem zespołu National Youth Theatre. W wieku 18 lat podjął naukę w Guildhall School of Music and  Drama.
W 2012 otrzymał pierwszą większą rolę w filmie, w kinowej adaptacji musicalu Les Misérables wcielił się w postać rewolucjonisty Grantaire'a. Za rolę anglosaskiego mnicha Athelstana w serialu telewizyjnym Wikingowie z 2013 otrzymał Nagrodę Satelity. W 2015 przyjął rolę Ludwika XIV w serialu kostiumowym Wersal: Prawo krwi.

## Filmografia

### Filmy fabularne
| Rok  | Tytuł                               | Rola      |
| ---- | ----------------------------------- | --------- |
| 2012 | Les Misérables. Nędznicy            | Grantaire |
| 2012 | Gniew tytanów (Wrath of the Titans) | Żołnierz  |
| 2013 | The Philosophers                    | Andy      |

### Seriale TV
| Rok  | Tytuł              | Rola       |
| ---- | ------------------ | ---------- |
| 2013 | Wikingowie         | Athelstan  |
| 2015 | Wersal: Prawo krwi | Ludwik XIV |